# Jeb Hensarling
Thomas Jeb Hensarling, född 29 maj 1957 i Stephenville, Texas, är en amerikansk republikansk politiker. Han representerade delstaten Texas femte distrikt i USA:s representanthus 2003–2019.
Hensarling växte upp på en bondgård i College Station. Han avlade 1979 grundexamen i nationalekonomi vid Texas A&M University och 1982 juristexamen vid University of Texas at Austin. Han var medarbetare åt senator Phil Gramm 1985-1989.
Hensarling besegrade demokraten Ron Chapman i kongressvalet 2002. Han är medlem av representanthusets budgetutskott.